# ブルボンウォーターポロクラブ柏崎
ブルボンウォーターポロクラブ柏崎（BOURBON WATER POLO CLUB KASHIWAZAKI）は、新潟県柏崎市を本拠地とする水球の社会人クラブチームである。運営主体は一般社団法人ウォーターポロクラブ柏崎。

## 設立までの経緯
日本代表、また海外でも長くプレーした青柳勧は、モンテネグロから帰国後、日本では社会人水球チームが少なく、大学卒業後の競技環境に乏しい現状を憂い、チーム発足を構想に描いていた。
そんな中、大学の先輩からの誘いもあり、日本国内で水球が盛んな地域とされる柏崎（トキめき新潟国体の水球会場も新潟県立柏崎アクアパークであった）に赴き、新潟産業大学の教員を務めるとともにチーム設立に動いた。大学の支援を得て運営主体たる任意団体柏崎水球クラブを設立。
2010年7月、チーム始動。青柳が選手兼任監督に就任し、日本代表経験者や日本選手権出場者が青栁の熱意に賛同し集結。また、柏崎に本社を置く製菓業であるブルボンとチーム命名権契約を結んだ。選手は市内の協賛企業などで勤務しながら競技に取り組む体制を取っている。
ロゴマークや水着などのデザインは、株式会社ブルボンの吉田康さんと親交のあった山本寛斎さんが手がけた。
同年の日本選手権予選を圧倒的な力で勝ち抜き、結成1年目で本選初出場を果たす。
なおメインスポンサーであるブルボンは水球全般・水泳全般も応援する姿勢をとっており、日本水泳連盟の公式スポンサーにも就任している。
2015年には市内における各年代のチームを統合した（1988年創部・新潟産業大学水球部、1991年創立・柏崎アクアクラブと統合）。
2017年10月、一般社団法人化。
2023年度にビジョンとミッションを見つめ直した。ビジョン「柏崎から熱狂を。柏崎の可能性を。」ミッション「水球を、人々の日常に。」を採択し、クラブの歴史の第二章と位置づけ、活動している。
（2025年4月修正版）

## カテゴリー
- ブルボンKZ男子（社会人男子）
- ブルボンKZ女子（社会人女子）
- ブルボンKZ U22男子（大学生男子）
- ブルボンKZ U22女子（大学生女子）
- ブルボンKZ U18男子（高校生男子）
- ブルボンKZ U18女子（高校生女子）
- ブルボンKZ U15男子（中学生男子）
- ブルボンKZ U15女子（中学生女子）
- ブルボンKZ U12男女（小学生男女）
- ブルボンKZ 初級（初心者）

## 組織
- 理事長: 松原眞之介
- 強化部長: 佐々木洋輔（新潟産業大学講師）
- クラブ事務局長: 関矢隆志
- クラブ事務局員: 筈井翔太（水球女子日本代表監督）、米田航、外山東美、髙橋明美

## 指導スタッフ
- 強化部長: 佐々木洋輔（日本水泳連盟公認コーチ４）
- 社会人男子統括: 林和希
- 社会人男子監督: 舟崎紘史（日本水泳連盟公認コーチ４）
- 社会人男子コーチ: 中田浩至、筈井翔太（日本水泳連盟公認コーチ３）
- 社会人女子統括兼監督: 小沼優太
- 社会人女子コーチ: 栗林弘至（日本水泳連盟公認コーチ３）、田中真由
- 大学男子統括兼監督: 平田一成（日本水泳連盟公認コーチ３）
- 大学男子コーチ: 佐々木洋輔（日本水泳連盟公認コーチ４）、野田一成、廣川友香（顧問）
- 大学女子統括兼監督: 栗林弘至（日本水泳連盟公認コーチ３）
- 大学女子コーチ: 佐々木洋輔（日本水泳連盟公認コーチ４）、小沼優太、梅村香穂、田中真由、廣川友香（顧問）
- 高校男子統括兼監督: 柴原吉輝（日本水泳連盟公認コーチ３）
- 高校男子コーチ: 深田悠斗（基礎水泳指導員）、島岡清孝（日本水泳連盟公認コーチ３）
- 高校女子統括兼監督: 長谷川雛子
- 高校女子コーチ: 宮川華音、平田一成（日本水泳連盟公認コーチ３）、島岡清孝（日本水泳連盟公認コーチ３）
- 中学男子統括兼監督: 長岡拓見（日本水泳連盟公認コーチ３）
- 中学男子コーチ: 石山真吾、林和希、新田一景
- 中学女子統括兼監督: 新藤汐砂
- 中学女子コーチ: 小林大河、林和希
- 小学生男女統括: 渡邉豊（日本水泳連盟公認コーチ３）
- 小学生男女監督: 永田敏（日本水泳連盟公認コーチ３）
- 小学生男女コーチ: 小黒智成、高田勇希
- 初級統括: 米田航
- 初級コーチ: 永田敏（日本水泳連盟公認コーチ３）、田中真由、奥一生

## ストレングス＆コンディショニング　スタッフ
- トレーナー:

高橋利一（JA新潟厚生連柏崎総合医療センター勤務；理学療法士）
嶋岡隆幸（パーソナルコンディション勤務；NSCA-CPT、健康運動指導士、日本スポーツ協会認定スポーツリーダー）
門馬孝至（仲町鍼灸接骨院院長；鍼灸師、柔道整復師、健康運動指導士、日本スポーツ施設協会トレーニング指導士・水泳指導管理士、日本ライフセービング協会認定BLS）

## 審判員資格保有者
- 審判員: 山﨑昇・芳賀優太（審判統括・窓口・事務）
- 榎本隆（上級審判員）
- 山﨑昇（上級審判員）
- 佐藤将之（2級審判員；新潟県水連水球委員会 競技統括）
- 小林琢也（3級審判員）
- 小林大河（3級審判員）
- 本間太一（3級審判員）
- 筈井翔太（3級審判員）
- 大谷修由（3級審判員）
- 芳賀優太（3級審判員）
- 島岡清孝（4級審判員）
- 佐々木洋輔（4級審判員）
- 梅村香穂（4級審判員）
- 田中真由（4級審判員）

## 過去に所属した著名なスタッフ
- 社会人男子監督: ランコ・ペロビッチ（Ranko Perović）
- 社会人男子監督: セルジオ・ランツァ
- 社会人男子監督: 青栁勧）（日本水泳連盟公認コーチ４）
- 社会人女子監督: 布目敬悟（日本水泳連盟公認コーチ３）

## 選手

### 社会人男子
- 棚村克行（株式会社ブルボン）　明治大学付属中野中学校→明治大学付属中野高校→筑波大学→（公益財団法人）岐阜県体育協会→現所属　※リオ五輪・東京五輪・パリ五輪 日本代表選手

- 新田一景 Ikkei Nitta（株式会社ブルボン）　クレインWPC→石川イーグルス→金沢市立工業高校→新潟産業大学→現所属　※パリ五輪 日本代表選手

- 稲場悠介（株式会社ブルボン）　富山ウォーターポロクラブ→富山北部高校→第一学院高校富山キャンパス→新潟産業大学→現所属　※東京五輪・パリ五輪 日本代表選手

- 井上皆　京都踏水会→京都府立鳥羽高校→現在に至る　※パリ五輪 日本代表選手

- 小椋裕介　大垣水球クラブ→岐阜県立大垣東高校→筑波大学→新潟県・高校教諭→ぎふ瑞穂スポーツガーデン→行政書士法人 JAPAN VISA SUPPORT→現在に至る　※世代別 日本代表選手

- 眞板悠貴（野村證券株式会社）　千葉水球クラブ→明治大学付属中野中学校→明治大学付属中野高校→筑波大学→筑波大学大学院→現所属　※世代別 日本代表選手

- 中村大智（株式会社千葉銀行）　千葉水球クラブ→秀明英光高校→早稲田大学→現所属　※世代別 日本代表選手

- 林和希（柏陽鋼機株式会社）　山形水球クラブ→山形工業高校→新潟産業大学→現所属

- 髙田勇希（株式会社伊平板金工業所）　大垣水球クラブ→岐阜県立大垣東高校→新潟産業大学→現所属

- 野田一成（株式会社カシックス）　佐賀水球クラブ→佐賀県立佐賀東高校→新潟産業大学→現所属

- 米田航（（一般社団法人）ウォーターポロクラブ柏崎）　静岡県立磐田西高校→新潟産業大学→（静岡県で一般就職→）現所属

- 奥一生（株式会社新潟食品運輸）　沖縄フリッパーズ→沖縄県立那覇商業高校→新潟産業大学→現所属

- 西郷やまと（新潟産業大学）　川口水球クラブ→秀明英光高校→現所属

- Schmidt Moritz（シュミット・モーリッツ）（新潟産業大学）　ドイツ・DSV98→ドイツ・ASC Duisburg→現所属

### 社会人女子
- 浦映月（（公益財団法人）宮崎県スポーツ協会）　石川水球クラブ→秀明大学→現所属　※東京五輪 日本代表選手
- 工藤恭子（市川市消防局）　秀明英光高校→日本体育大学→NSSU→現所属　※東京五輪 日本代表選手
- 澁谷紗代（（公益財団法人）宮崎県スポーツ協会）　秀明英光高校→早稲田大学→稲泳会→現所属　※世代別 日本代表選手
- 長谷川陽子（株式会社ブルボン）　新潟産業大学附属高校→東京女子体育大学→中村石油株式会社→現所属
- 梅村香穂（柏陽鋼機株式会社）　兵庫県立尼崎北高校→新潟産業大学→現所属
- 宮川華音（柏崎信用金庫）　柏崎アクアクラブ→ブルボンウォーターポロクラブ柏崎（ジュニアカテゴリー）→新潟産業大学→現所属
- 新藤汐砂（新潟県厚生農業協同組合連合会 柏崎総合医療センター）　豊中水球クラブ→鹿児島情報高校→新潟産業大学→現所属
- 長谷川雛子（株式会社さくら介護サービス）　柏崎アクアクラブ→ブルボンウォーターポロクラブ柏崎（ジュニアカテゴリー）→東京女子体育大学→（公益財団法人）新潟県スポーツ協会→現所属
- 飛鳥井真生（柏崎信用金庫）　　柏崎アクアクラブ→ブルボンウォーターポロクラブ柏崎（ジュニアカテゴリー）→秀明大学→現所属

### 過去に所属した社会人選手（学生は除く）
- 青栁勧
- 永田敏
- 小林浩司
- 筈井翔太
- 棚村英行
- 志水祐介
- 保田賢也
- 舟崎紘史
- 坂本将一
- 布目敬悟
- 伊禮寛
- 仲村泰信
- 下園将史
- 江﨑大地
- 竹田純
- 瀧川俊也
- 鈴木雄也
- 津崎翔伍
- 原口青瑠
- 吉田浩基
- 平田一成
- 稲場航平
- 作田健太郎
- 山田精太郎
- 石山真吾
- 前野考紀
- 阿保悠斗

- 越田梨愛
- 岡村幸
- 高木愛
- 羽田瑛子
- 川村真愛子
- 小出未来
- 梅田優子
- 今村花

- 鄭洲和（ジョン・ジュファ）2012年, 2014年-2018年
- 宋元鎬（ソン・ワンホ） 2012年
- Ivan Rackov 2014年
- Vedran Cirkovic 2014年
- Marcus Berehulak　2023年
- Nikša Dobud　2024年
- Dar Menakerman　2024年

## 主な成績
[ブルボンウォーターポロクラブ柏崎・社会人男子]
- 2010年度　日本選手権水球競技　第3位
- 2011年度　日本選手権水球競技　第3位

（Water Polo Japan Challenge 2011と改名して開催；東日本大震災後の日本選手権代替大会）
- 2012年度　日本選手権水球競技　優勝（日本一）
- 2013年度　日本選手権水球競技　第3位
- 2014年度　日本選手権水球競技　準優勝

[新生　ブルボンウォーターポロクラブ柏崎・社会人男女]
- 2015年度　日本選手権水球競技　男子準優勝／女子第3位
- 2016年度　日本選手権水球競技　男子準優勝／女子第3位
- 2017年度　日本選手権水球競技　男子準優勝／女子ベスト8
- 2018年度　日本選手権水球競技　男子優勝（日本一）／女子第4位
- 2019年度　日本選手権水球競技　男子／女子
- 2020年度　日本選手権水球競技　男子／女子
- 2021年度　日本選手権水球競技　男子／女子
- 2022年度　日本選手権水球競技　男子／女子
- 2023年度　日本選手権水球競技　男子／女子
- 2024年度　日本選手権水球競技　男子準優勝／女子ベスト8

※国際大会
- 2024年度　Asia Pacific Water Polo League　優勝
- 2024年度　Asia Winter Cup　優勝

## 第1章初期（2010年～2014年）
- 2010年8月26日創立記者会見

吉田康（株式会社ブルボン社長）、廣川俊男（柏崎水球クラブ・新潟産業大学学長）、
青栁勧、永田敏、小林浩司、坂本将一、舟崎紘史、布目敬悟、伊禮寛、筈井翔太、棚村英行、柏勇輔、越田梨愛（トレーナー）
- 2010年　第86回 日本選手権水泳競技大会〈水球競技〉

第3位
[最終予選]
突破
[本選]
vs. 日本大学 16-5 (2-1,3-1,5-3,6-0) 勝利
vs. 全日体大 9-11 (3-5,2-2,2-2,2-2) 敗北
vs. 全慶應義塾 31-5 (9-0,9-2,7-1,6-2) 勝利
選手：青栁勧（新潟産業大学助手）、永田敏（株式会社ブルボン）、小林浩司（新潟県・高校教諭）、坂本将一（白山市・中学教諭）、舟崎紘史（富山県・高校教諭）、布目敬悟（株式会社ブルボン）、伊禮寛（株式会社アール・ケイ・トラック）、筈井翔太（ナチュラルメディカル株式会社）、棚村英行（早稲田大学在学）
- Water Polo Japan Challenge 2011 (第87回 日本選手権水泳競技大会〈水球競技〉の代替大会；東日本大震災による代替)

第3位
[最終予選]　
1位通過
vs. 専修大学 18-3 勝利（大会規定により途中コールド）
vs. 三建・30WARRIOR 14-5 勝利
vs. 日本大学 17-6 勝利
[本選]
vs. 全慶應義塾 21-3 勝利
vs. 全日体大 9-10 (1-3,3-4,3-2,2-1) 敗北（準決勝）
vs. 全筑波大 10-8 (2-2,3-2,3-0,2-4) 勝利（3位決定戦）
選手：青栁勧（新潟産業大学助手）、永田敏（株式会社ブルボン）、坂本将一（白山市・中学教諭）、舟崎紘史（富山県・高校教諭）、布目敬悟（株式会社ブルボン）、伊禮寛（株式会社アール・ケイ・トラック）、筈井翔太（ナチュラルメディカル株式会社）、棚村英行（早稲田大学在学）、志水祐介（ナチュラルメディカル株式会社）、仲村泰信（新潟産業大学大学院・修士課程在学）、保田賢也
- 2012年　第88回 日本選手権水泳競技大会〈水球競技〉

優勝
[最終予選]
不参加（本選シード権保持により本選から参加）
[本選]
vs.秀明英光高校  13-8 (5-1,4-2,1-3,3-2) 勝利
vs.稲泳会  11-5 (1-1,2-2,4-0,4-2) 勝利（準決勝）
vs. 全日体大 8-5 (1-1,4-4,1-0,2-0) 勝利（決勝）
監督：Sergio Lanza（セルジオ・ランツァ；イタリア人 プロ水球監督）
選手：青栁勧（新潟産業大学助手）、永田敏（株式会社ブルボン）、坂本将一（白山市・中学教諭）、舟崎紘史（富山市・中学教諭）、布目敬悟（株式会社ブルボン）、棚村英行（早稲田大学在学）、伊禮寛（株式会社アール・ケイ・トラック）、筈井翔太（ナチュラルメディカル株式会社）、志水祐介（柏崎市・中学教諭）、仲村泰信（新潟産業大学大学院・修士課程在学）、保田賢也（（公益財団法人）新潟県体育協会）、下園将史（株式会社ブルボン）、棚村克行（（公益財団法人）岐阜県体育協会）、鄭洲和（ジョン・ジュファ；韓国ギョンブクチーム）、宋元鎬（ソン・ワンホ；韓国ギョンブクチーム）
- 2013年　第89回 日本選手権水泳競技大会〈水球競技〉 地元・柏崎アクアパーク 開催

第3位
[最終予選]
不参加（本選シード権保持により本選から参加）
[本選]
vs.日本大学 17-11 勝利
vs.健志台クラブ 9-11 敗北（準決勝）
vs. 秀明英光高校 13-9 勝利（3位決定戦）
監督：Sergio Lanza（セルジオ・ランツァ；イタリア人 プロ水球監督）
選手：青栁勧（新潟産業大学助手）、永田敏（株式会社ブルボン）、坂本将一（白山市・中学教諭）、舟崎紘史（富山市・中学教諭）、布目敬悟（株式会社ブルボン）、筈井翔太（ブルボンKZ）、棚村英行（ブルボンKZ）、志水祐介（ブルボンKZ）、保田賢也（有限会社蔵良）、下園将史（株式会社ブルボン）、棚村克行（（公益財団法人）岐阜県体育協会）、江崎大地（株式会社ブルボン）、竹田純（ブルボンKZ）、鄭洲和（ジョン・ジュファ；韓国ギョンブクチーム）
※選手所属先の「ブルボンKZ」表記：クラブスポンサー企業以外の民間会社勤務
- 2014年　第90回 日本選手権水泳競技大会〈水球競技〉

準優勝
[最終予選]
不参加（本選シード権保持により本選から参加）
[本選]
vs.
vs.
vs. 
監督：Sergio Lanza（セルジオ・ランツァ；イタリア人 プロ水球監督）
選手：青栁勧（新潟産業大学助手）、永田敏（柏崎市役所）、坂本将一（白山市・中学教諭）、舟崎紘史（富山市・中学教諭）、布目敬悟（株式会社ブルボン）、筈井翔太（ブルボンKZ）、棚村英行（ブルボンKZ）、志水祐介（ブルボンKZ）、保田賢也（ブルボンKZ）、下園将史（株式会社ブルボン）、棚村克行（（公益財団法人）岐阜県体育協会）、江崎大地（株式会社ブルボン）、鈴木雄也（ブルボンKZ）、鄭洲和（ジョン・ジュファ；ブルボンKZ）、Ivan Rackov（イヴァン ラチコヴ）、Vedran Cirkovic（ヴェドラン チルコヴィッチ）

## 第1章中期（2015年～2020年）
2015年4月　新生・ブルボンウォータークラブ柏崎として活動開始
〔社会人男子〕
- 2015年　第91回 日本選手権水泳競技大会〈水球競技〉

2位
[最終予選]
不参加（本選シード権保持により本選から参加）
[本選]
vs.埼玉栄高校 14-4 (3-1, 2-0, 4-2, 5-1) 勝利
vs.健志台クラブ 10-7 (3-1, 2-4, 2-1, 3-1) 勝利（準決勝）
vs. 全日体大 10-12 (4-1, 1-3, 1-4, 4-4) 敗北（決勝戦）
監督：青栁勧（新潟産業大学助手）
アシスタントコーチ：舟崎紘史（富山市・中学教諭）、木村栄記（柏崎市役所）
選手：青栁勧（新潟産業大学助手）、永田敏（柏崎市役所）、坂本将一（白山市・中学教諭）、布目敬悟（株式会社ブルボン）、筈井翔太（ブルボンKZ）、棚村英行（ブルボンKZ）、志水祐介（ブルボンKZ）、保田賢也（ブルボンKZ）、下園将史（株式会社ブルボン）、棚村克行（（公益財団法人）岐阜県体育協会）、江崎大地（株式会社ブルボン）、濱田周（新潟産業大学在学）、
鄭洲和（ジョン・ジュファ；ブルボンKZ）、鈴木雄也（ブルボンKZ）、林和希（柏陽鋼機株式会社）
〔社会人女子〕
- 2015年　第91回 日本選手権水泳競技大会〈水球競技〉

3位
[東日本地区予選；第19回 東日本水球リーグ戦]
総合7位
（予選リーグ）
vs.秀明クラブ 敗北
vs.秀明英光高校 敗北
vs.芝浦柏高校 勝利
vs.日体クラブ 敗北
予選3位
（決勝リーグ）
vs.幕張総合高校 勝利
vs.千葉水球クラブ 勝利
総合7位
[最終予選]
vs.尼崎北高校 10-2 勝利
vs.CNCびわこ 10-9 勝利
vs.全藤村 11-4 勝利
vs.秀明英光高校 17-15 勝利
vs.CNCびわこ 12-13 敗北
予選3位
[本選]
vs.全藤村 14-13 勝利
vs.秀明英光高校 8-16 敗北（準決勝）
vs.CNCびわこ 14-12 勝利（3位決定戦）
選手：高木愛（二幸産業株式会社）、永田幸（北日本エンジニアリング株式会社）、長谷川陽子（株式会社中村石油）、羽田瑛子（新潟県・高校教諭）、小出未来（株式会社ブルボン）、池田佳寿美（新潟産業大学在学）、池田梨菜（新潟産業大学在学）、平田美里（新潟産業大学在学）、古田玲子（新潟産業大学在学）